# Südlohn

Südlohn est une commune de Rhénanie-du-Nord-Westphalie (Allemagne), située dans l'arrondissement de Borken, dans le district de Münster à la frontière avec les Pays-Bas. Elle comprend les bourgades d'Oeding et de Südlohn. Elle est traversée par la rivière Schlinge.

## Architecture
- Manoir Lohn (1795), néoclassique (Südlohn)
- Église catholique Saint-Vitus (Südlohn), construite en 1507, gothique tardif
- Tour d'Oeding, XIVe siècle
- Église catholique Saint-Jacques d'Oeding (1911), architecture Jugendstil
- Église luthérienne-évangélique Saint-Jean (1824)

## Personnalités
- Elpidius Markötter (1911-1942), martyr franciscain mort à Dachau
- Alfons Demming (1928-2012), évêque du diocèse de Münster
- Marcus Ehning (1974-), cavalier, champion olympique et du monde.